# Leipziger Vorstadt

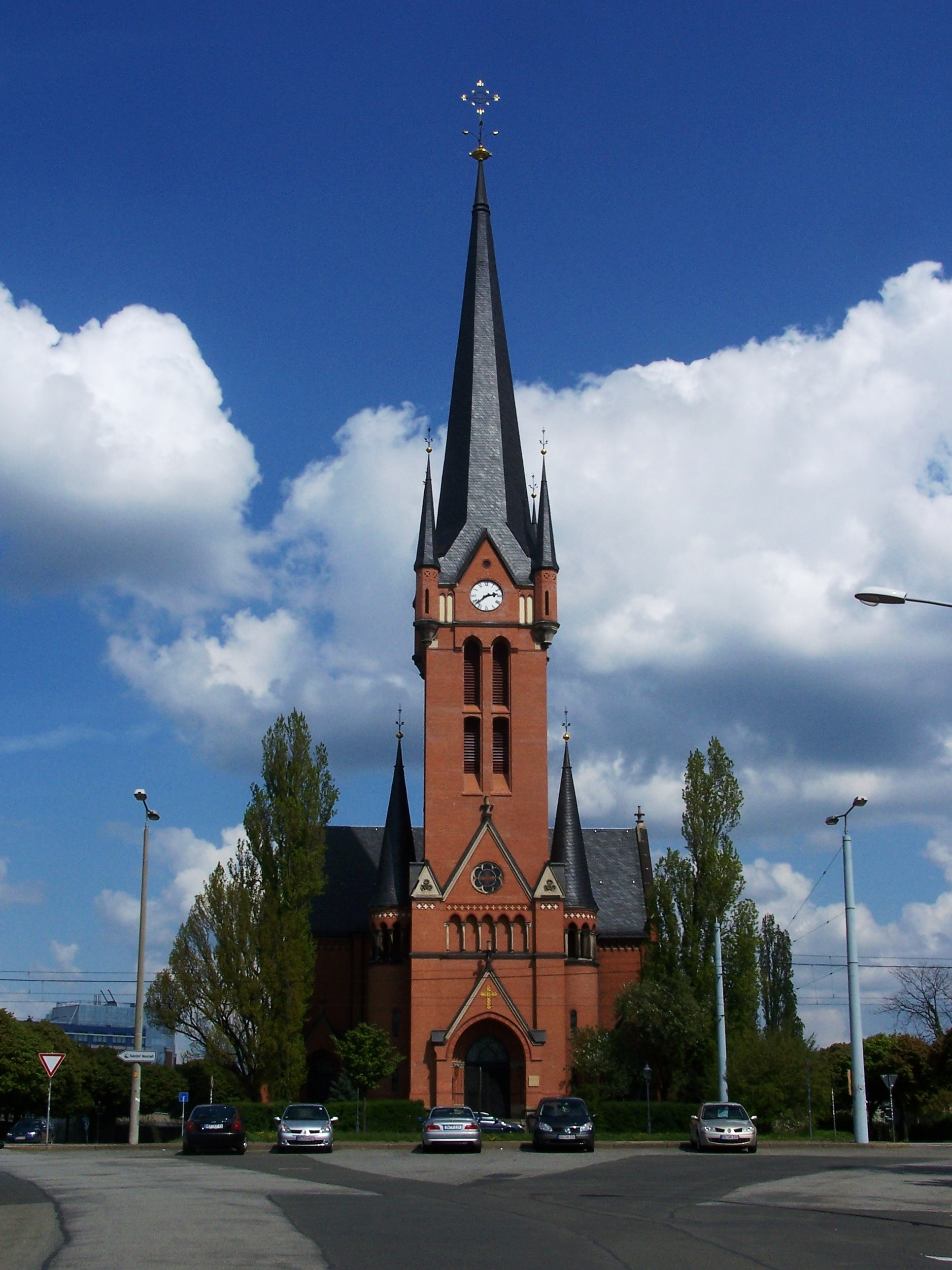
St.-Petri-Kirche

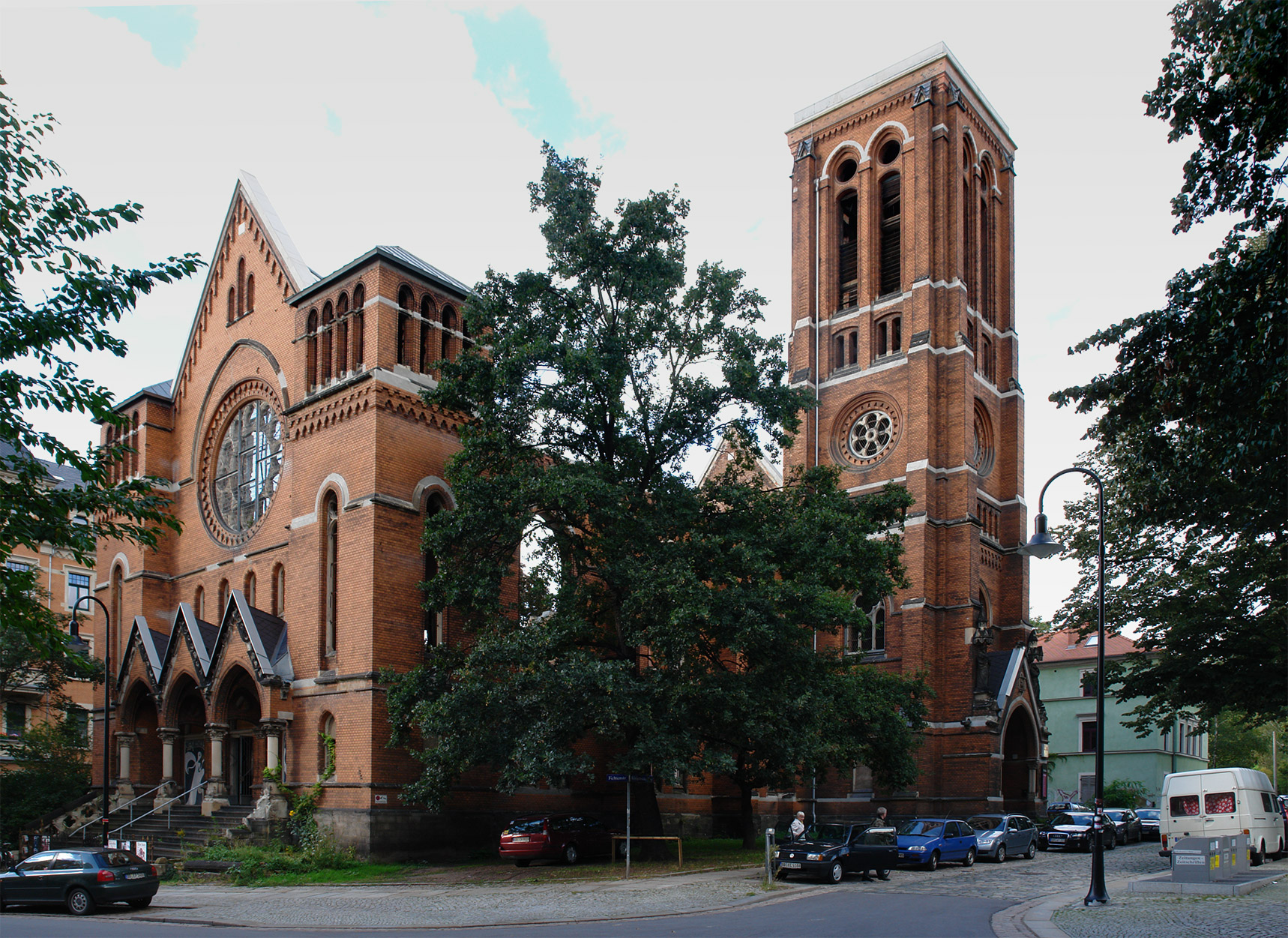
Ruine der St.-Pauli-Kirche

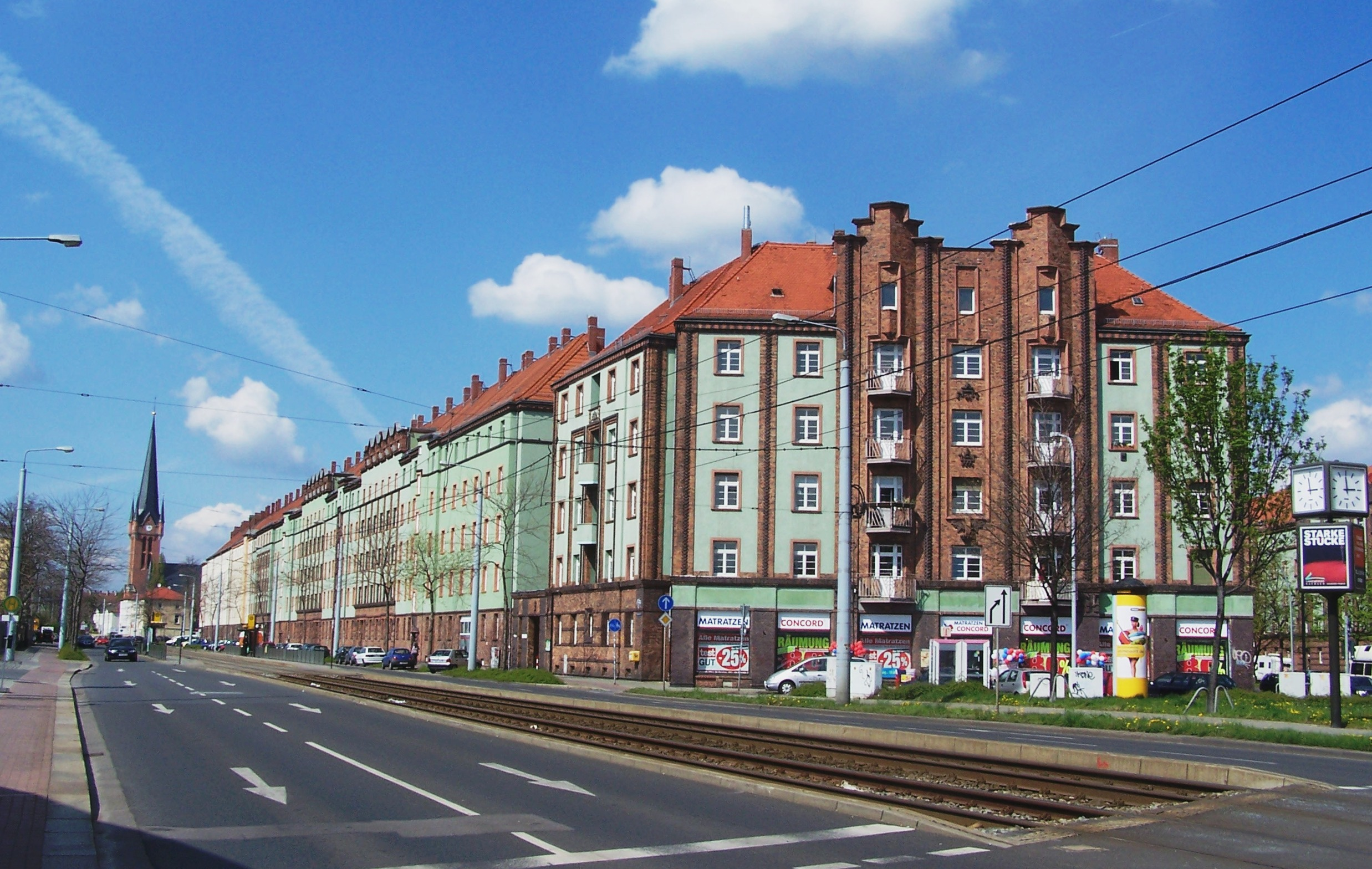
Wohnanlage Hansastraße

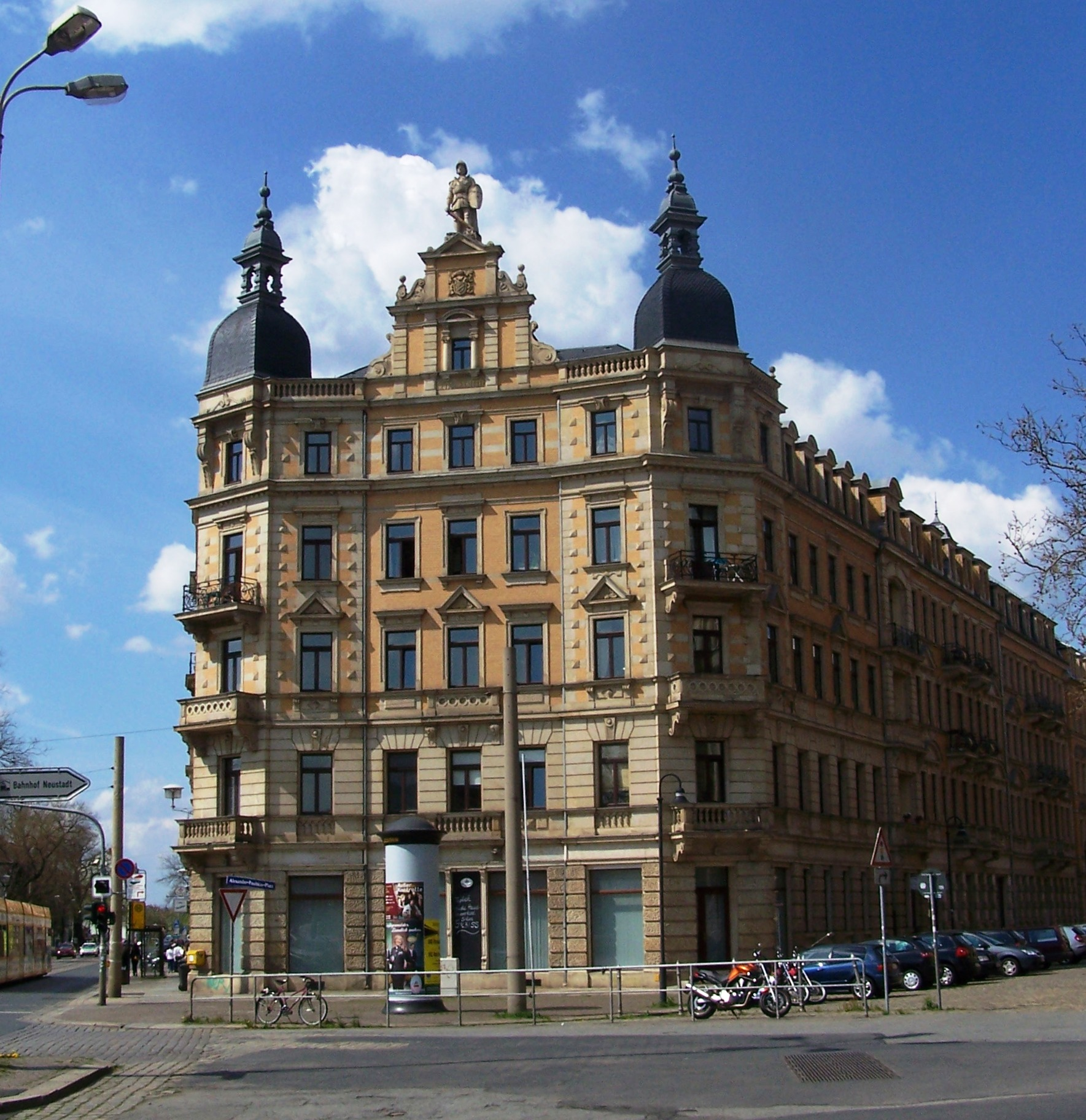
Kopfbau „Zum Deutschen Ritter“ an der Leipziger Straße 22/Ecke Erfurter Straße

Die Leipziger Vorstadt ist ein Stadtteil von Dresden. Sie zählt zu den Vorstädten Dresdens und erhielt ihre Bezeichnung nach der Stadt Leipzig, in deren Richtung sie der Dresdner Innenstadt vorgelagert ist.

## Lage
Der vergleichsweise großflächige Stadtteil befindet sich nordwestlich der Inneren Neustadt weitgehend auf der Gemarkung Neustadt.
Der Stadtteil grenzt im Südwesten an die Elbe und die Friedrichstadt, im Nordwesten an Pieschen und Trachenberge, im Norden an Hellerberge, im Osten an die Albertstadt, die Äußere Neustadt sowie im Südosten an die Innere Neustadt, der Süden des Stadtteils grenzt an die Wilsdruffer Vorstadt.

## Gliederung
Das (ungefähre) heutige Gebiet der Leipziger Vorstadt wird in neun nach ihr benannte statistische Bezirke gegliedert, die wiederum zu drei statistischen Stadtteilen gehören:
- Leipziger Vorstadt (Nr. 14), zum Stadtbezirk Neustadt zugehörig:
  - 141 Leipziger Vorstadt (Eisenbahnstr.)
  - 142 Leipziger Vorstadt (Rudolfstr.)
  - 143 Leipziger Vorstadt (Helgolandstr.)
  - 144 Leipziger Vorstadt (Unterer Hecht)
  - 145 Leipziger Vorstadt (Mittlerer Hecht)
  - 146 Leipziger Vorstadt (Oberer Hecht)
- Pieschen-Süd mit Leipziger Vorstadt-West (Neudorf) (Nr. 21), zum Stadtbezirk Pieschen zugehörig:
  - 211 Leipziger Vorstadt (Weimarische Str.)
  - 212 Leipziger Vorstadt (Moritzburger Str.)
- Pieschen-Nord/Trachenberge mit Leipziger Vorstadt-Nordwest (Nr. 25), zum Stadtbezirk Pieschen zugehörig:
  - 251 Leipziger Vorstadt-Nordwest (Liststr.)

Der Stadtteil ist (im Uhrzeigersinn) etwa wie folgt umgrenzt (die hier dargestellte Umgrenzung entspricht jener der statistischen Bezirke): Stauffenbergallee – Hechtstraße – Bahnstrecke Görlitz–Dresden (Dammweg) – Lößnitzstraße – Eisenbahnstraße – Uferstraße – Elbe – Moritzburger Straße – Leipziger Straße – Oschatzer Straße – Bürgerstraße – Moritzburgerplatz – entlang der Bahnstrecke Dresden-Pieschen–Dresden-Neustadt bis etwa Leisniger Platz – Bahnstrecke Leipzig–Dresden (Riesaer Straße) – Weinböhlaer Straße – Hansastraße – Hammerweg.
Die Leipziger Vorstadt wurde historisch mit zum Teil leicht abweichenden Gebietsgrenzen beschrieben.
Städtebaulich dominieren die Bahnhofsanlagen und das Gleisvorfeld des Leipziger Bahnhofs sowie des im benachbarten Stadtteil Innere Neustadt gelegenen Bahnhofs Dresden-Neustadt den Stadtteil. Von den Gleisen wird der Stadtteil in mehrere Stadtquartiere durchschnitten.

## Geschichte
Die Leipziger Vorstadt liegt auf der Flur der ehemaligen Stadt Neudorf, deren Ortskern die jetzige Moritzburger Straße in Pieschen bildete. Neudorf wurde 1546 als neues Dorf angelegt. Grund hierfür war ein Dekret von Kurfürst Moritz von Sachsen, nach welchem Bewohner des rechtselbischen Altendresdens für den Bau einer Festungsmauer weichen mussten. Die auch als Stadt Neudorf genannte Gemeinde zählte von Anfang an zum Weichbild von Dresden und wurde beispielsweise 1834 als Commun-Theil von Dresden-Neustadt bezeichnet. Nach den Veränderungen durch die Sächsische Landgemeindeordnung von 1838 wurde Neudorf 1839 selbstständige Gemeinde, die 1866 nach Dresden eingemeindet wurde. Das ländlich geprägte Neudorf ging in der 1875 gebildeten Leipziger Vorstadt auf.
Das Scheunenhofviertel entstand nach dem großen Brand von Altendresden 1685 jenseits der Dresdner Stadtmauern.
Um 1830 gab es auf dem Gelände der heutigen Leipziger Vorstadt nur die dörfliche Siedlung Neudorf (Einwohnerzahl 1831: 677) im Westteil sowie im Ostteil die Scheunenhöfe (Einwohnerzahl 1831: 390). Der Dresdner Polizeipräsident Hans Ludwig von Oppell erwarb 23 Hektar Land, das zuvor die sächsische Armee nutzte. Ab 1842 entstand der „Neue Anbau auf den von Oppellschen Feldern“, heute als Hechtviertel bekannt. Dank der Nähe zur Elbe und zu den Bahnanlagen der 1839 eingeweihten ersten deutschen Ferneisenbahn Leipzig–Dresden wurde die Vorstadt zum Industrieviertel der Neustadt. Industrie siedelte sich vornehmlich zwischen der Elbe, die seit den 1870er Jahren einen weiteren Hafen erhielt, und den Bahnanlagen an, mit einer Verdichtung hin zum Leipziger Bahnhof. Am 29. Oktober 1874 beschloss der Dresdner Stadtrat die Umbenennung des Stadtteils in „Leipziger Vorstadt“. Seine industrielle Entwicklung wurde verstärkt durch das Ortsgesetz aus dem Jahr 1878, das unter anderem die Leipziger Vorstadt zum Industriebezirk erklärte. Zu den bedeutendsten Betrieben zählten die Nähmaschinenfabrik Clemens Müller, die Steingutfabrik Villeroy & Boch, die Drogen- und Appretur-Anstalt Gehe & Co von Franz Ludwig Gehe, die Sächsische Dampfschiffs- und Maschinenbauanstalt, das Dampfsägewerk Grumbt und der Städtische Schlachthof (heute Alter Schlachthof).
Arbeiterwohnsiedlungen entstanden mehr nach dem Westen und Norden hin, an der Außengrenze des Stadtteils. Das zunächst zur Albertstadt gerechnete Hechtviertel war Ausgangspunkt für eine weitere Bebauung zwischen Großenhainer und Königsbrücker Straße. Im letzten Drittel des 19. Jahrhunderts wuchs die Vorstadt Neudorf mit dem benachbarten Pieschen zusammen. Es entstanden zu der Zeit mehrgeschossige Wohn- und Geschäftshäuser in geschlossener Bauweise. Außerdem wuchsen mehrere größere Kleingartenanlagen heran.
Infolge der Umbenennung des Stadtteils erhielt die rund einhundert Jahre zuvor auf hochwassersicherem Gebiet errichtete „Neue Meißner Post- und Landstraße“, die auch weiter nach Leipzig führte, den Namen „Leipziger Straße“. Als Ende des 19. Jahrhunderts die Pferdebahn in Dresden eingeführt wurde, fuhren bereits 1882 Pferdebahnen durch die Leipziger Vorstadt bis nach Mickten. Im Jahr 1889 entstand die St. Petri-Kirche an der Großenhainer Straße und 1891 die St.-Pauli-Kirche im Hechtviertel. Um 1910, als die Vorstadt ihren Bevölkerungshöchststand erreichte, war die Leipziger Vorstadt einer der am dichtesten besiedelten Stadtteile von ganz Dresden. Nach dem Ersten Weltkrieg entstanden moderne Genossenschaftswohnungen im nördlichen Hechtviertel.
Nach den Bombenangriffen auf Dresden und dem Ende des Zweiten Weltkriegs gab es 1945 etliche Schäden wie die Zerstörung der St.-Pauli-Kirche. Der Verfall in der DDR war ebenso gravierend. So wurden einige Häuser wegen des fortgeschrittenen Zerfalls abgerissen. Nach der Wende wurde das Hechtviertel zum Sanierungsgebiet erklärt und viele marode Gebäude im Stadtteil inzwischen erneuert. Einige Straßen erreichten auch durch neue Gaststätten das Flair des Szeneviertels in der Äußeren Neustadt.

## Bebauung
Der Stadtteil wird durch Gründerzeitviertel und Bebauung aus der nachfolgenden Zeit geprägt. Genossenschaftswohnblöcke wie die „Hansa-Bebauung“ zwischen Großenhainer und Hansastraße prägen das Bild nordwestlich vom Bahnhof Dresden-Neustadt. Einzelne Kriegslücken im Hechtviertel wurden mit Wohnzeilen der 1960er Jahre geschlossen. Das Gebiet zwischen der Elbe und der Großenhainer Straße ist überwiegend durch aufgelassene Gewerbegrundstücke geprägt.

## Quartiere

### Hechtviertel
Das Hechtviertel befindet sich zwischen den Bahnanlagen der Leipzig-Dresdner Eisenbahn im Südwesten, der Stauffenbergallee im Norden und den Bahnanlagen der Sächsisch-Schlesischen Eisenbahn im Osten, die das Stadtviertel von der Äußeren Neustadt trennen. Die Architektur der Äußeren Neustadt mit ihren Bauten aus dem späten 19. Jahrhundert setzt sich im Hechtviertel weitgehend fort.

### Wohnanlage Hansastraße (Hansa-Bebauung)
Die größte Wohnanlage in der Leipziger Vorstadt enthält etwa 500 Wohnungen und liegt beiderseits der Hansastraße. Die Wohnanlage ist als geschlossene Bebauung in ihrer Größe einzigartig für Dresden. Die Länge der geschlossenen Häuser an beiden Straßen beträgt mehr als 250 Meter. Der Teil westlich der Hansastraße ist wie ein Dreieck mit großzügigem Innenhof gebaut, auf der anderen Straßenseite liegt eine ähnliche, mehr als 200 Meter lange Häuserzeile. Insgesamt hat das Ensemble mit zwei geschlossenen Wohnanlagen mehr als 50 Häuser.

### Scheunenhofviertel

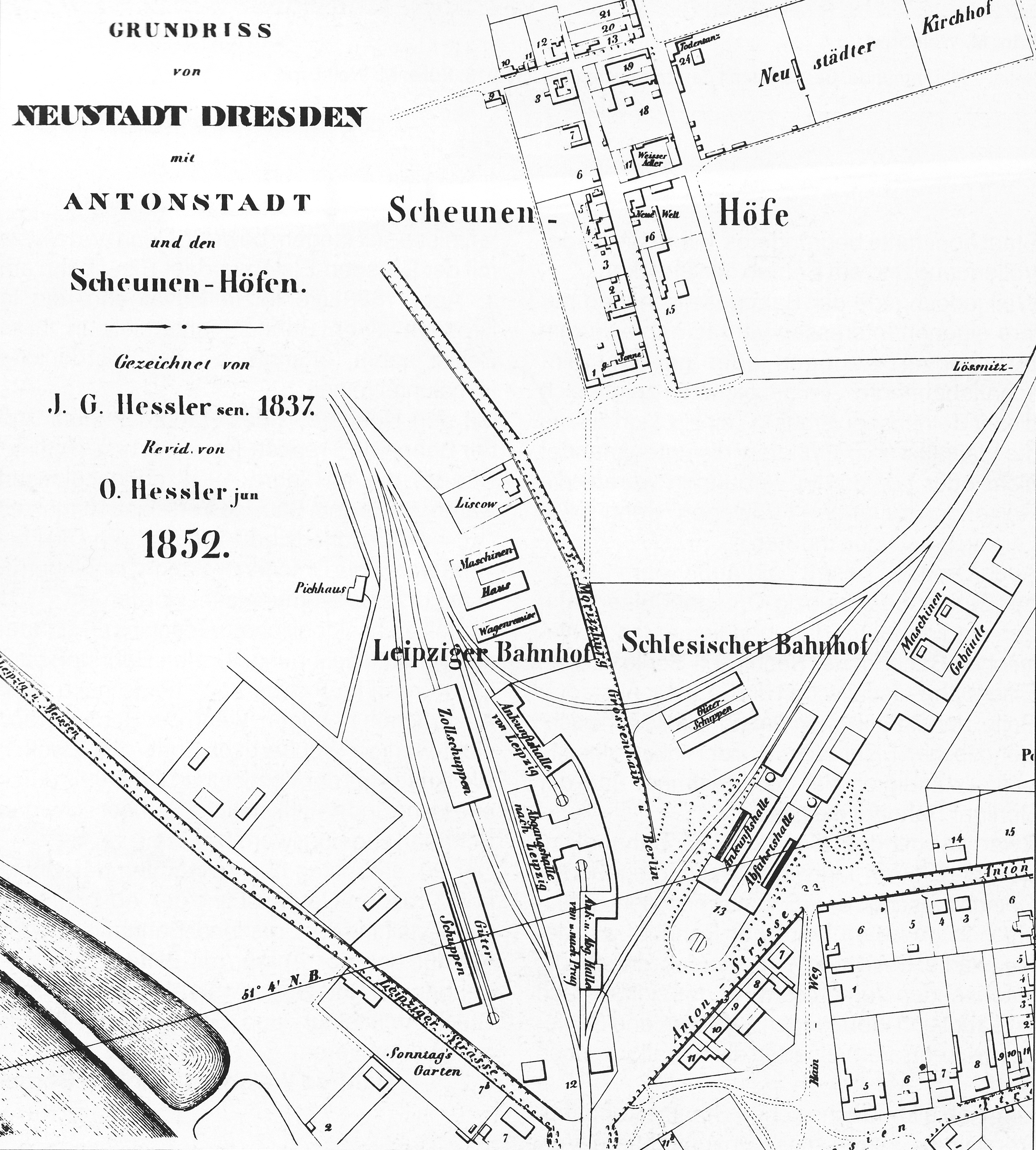
Lage des Scheunenhofviertels und des Inneren Neustädter Friedhofs in Relation zum Leipziger und zum Schlesischen Bahnhof 1852

Das Scheunenhofviertel ist begrenzt von den Bahnanlagen der stark bogenförmig von Süden nach Norden verlaufenden und vom Bahnhof Dresden-Neustadt ausgehenden Leipzig-Dresdner Eisenbahn und der Hansastraße im Westen. Markante Straßen und Plätze begrenzen das Viertel im Osten mit Bischofsplatz und Dammweg sowie im Norden mit der Gutschmidstraße. Es enthält den Inneren Neustädter Friedhof und das sogenannte Drewag-Gelände.
Die Architektur des Viertels ist heute hauptsächlich von Wohnbauten aus dem letzten Viertel des 19. Jahrhunderts geprägt.

## Kultur

### Sehenswürdigkeiten
- Neogotische St. Petri-Kirche
- Ruine der St.-Pauli-Kirche
- Innerer Neustädter Friedhof
- St.-Pauli-Friedhof
- Villa Martha, Leipziger Straße 43, repräsentative Villa von 1871/1872 im Stil der italienischen Neorenaissance von den Baumeistern Gebrüder Ziller
- Grumbtsche Villa, Alexander-Puschkin-Platz 1, repräsentative Villa von 1888 im Stil der italienischen Neorenaissance

### Architektur
Die Leipziger Vorstadt hat eine Reihe von Kulturdenkmalen. Da der Stadtteil weitgehend auf der Gemarkung Neustadt liegt, sind diese in folgenden Artikeln zu finden:
- Liste der Kulturdenkmale in der Leipziger Vorstadt (A–H)
- Liste der Kulturdenkmale in der Leipziger Vorstadt (I–Z)

### Kulturelle Veranstaltungsorte
- Alter Schlachthof
- AZ Conni
- Chemiefabrik
- Freiraum Elbtal e. V.
- Nubeatz Club
- Theaterruine St. Pauli (Ruine der St.-Pauli-Kirche im Hechtviertel)
- Puschkin

## Sport
Bekanntester Sportverein der Leipziger Vorstadt ist der TSV Rotation Dresden 1990 e. V. Dessen Herrenmannschaft spielt in der siebtklassigen Landesklasse Ost. Daneben gibt es noch 13 weitere Abteilungen wie Sportkanu, Kindersport oder Billard. Die Sportanlage Eisenberger Straße befindet sich unweit der Elbe und fasst 5.000 Zuschauer.

## Verkehr
Die Leipziger Straße wird durch drei radial und eine tangential verlaufende Straßenbahnlinie sowie eine Buslinie recht gut erschlossen. Außerdem grenzen weitere Linien an den Stadtteil.
An das Schienennetz ist der Stadtteil über den nahegelegenen Bahnhof Dresden-Neustadt angeschlossen. Im Stadtteil befindet sich der im März 2016 eröffnete S-Bahnhof Bischofsplatz der S-Bahn Dresden (Linie S 1 Meißen–Schöna).

### Leipziger Bahnhof
Der Leipziger Bahnhof war ursprünglich Endpunkt der Bahnstrecke Leipzig–Dresden, um 1900 wurde er in einen Güterbahnhof umgebaut.

### Neustädter Hafen

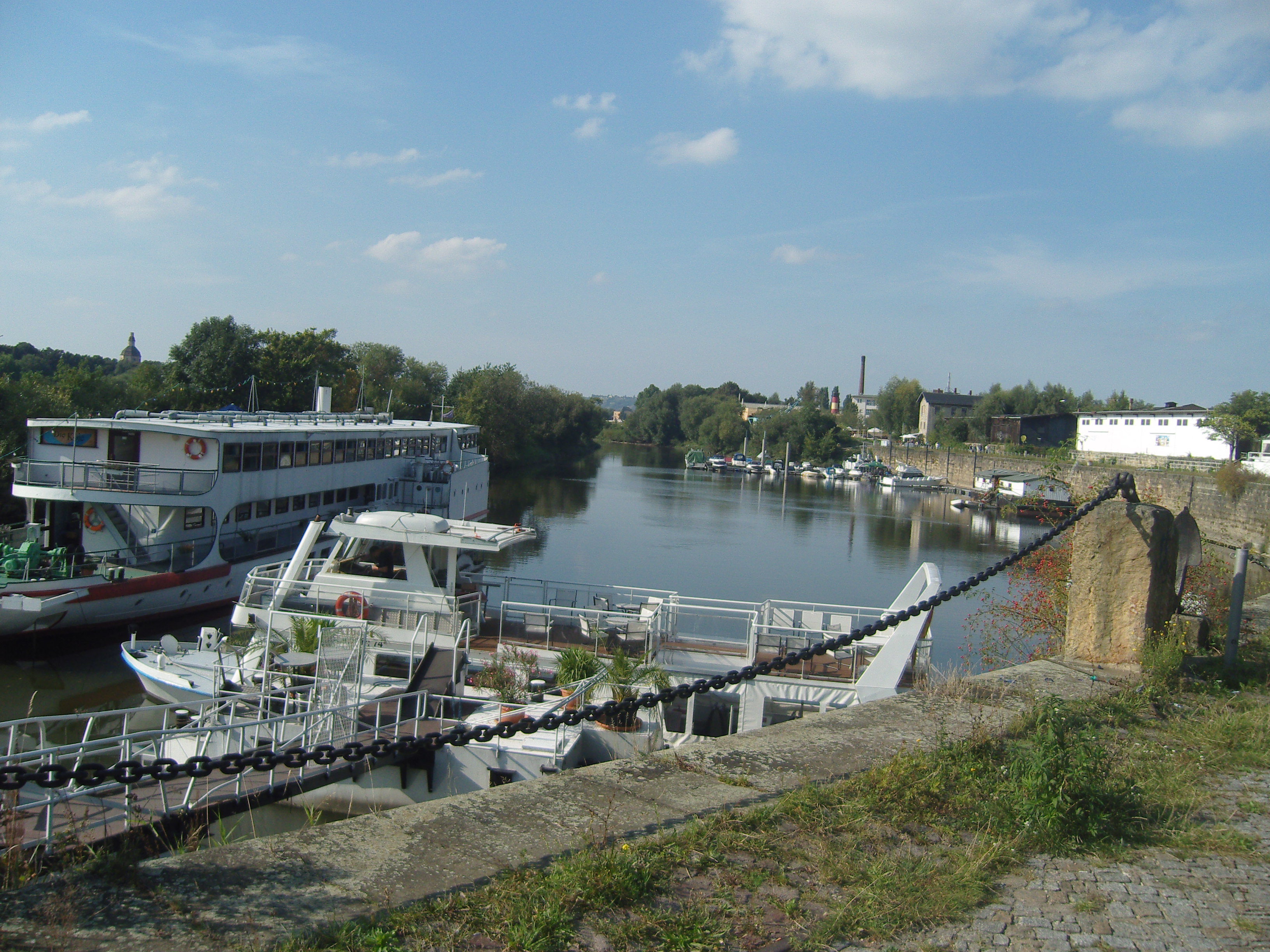
Neustädter Hafen

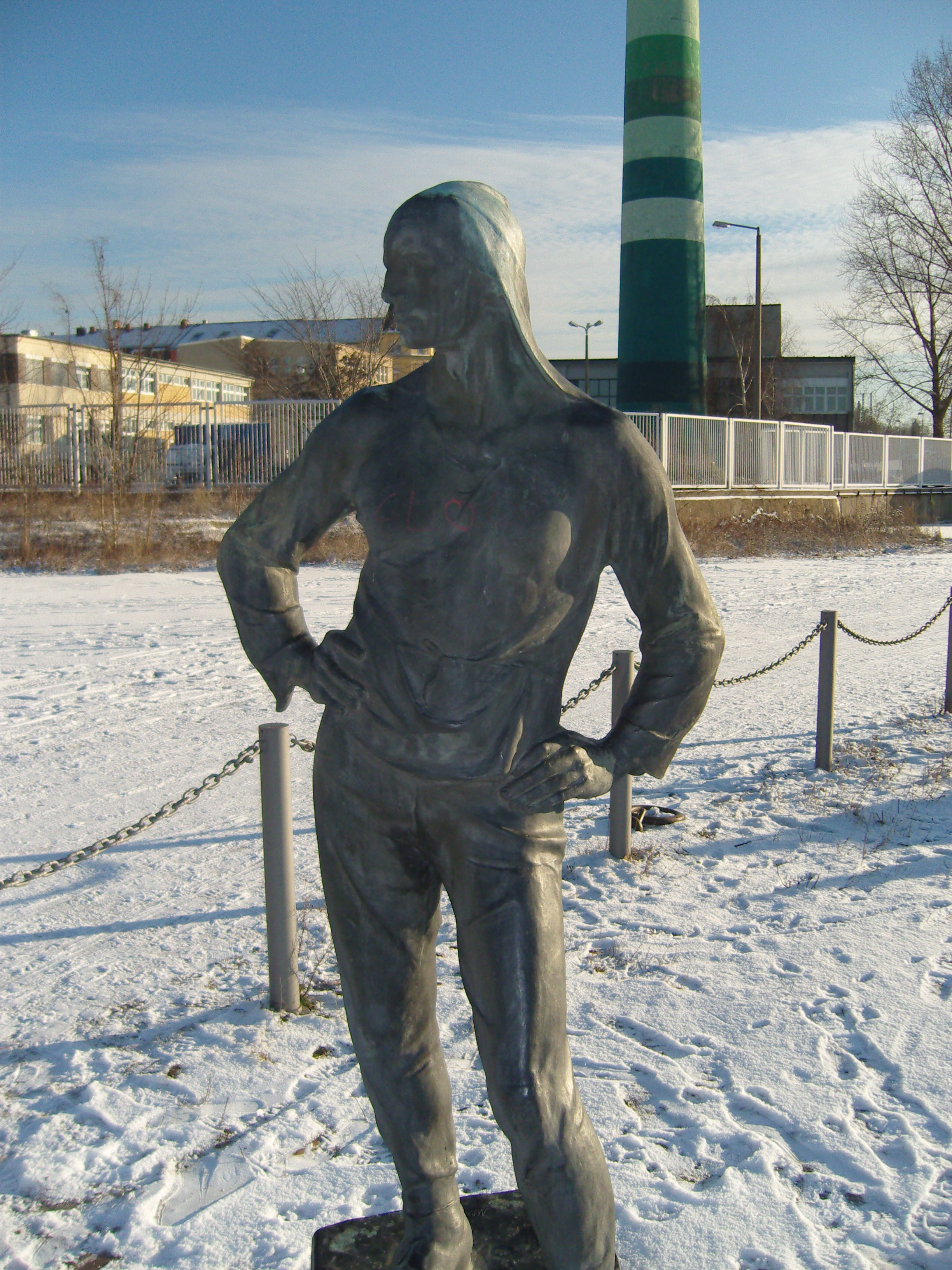
Statue Lastenträger am Hafen

Der Neustädter Elbhafen wurde 1872 bis 1876 aufgrund der zunehmenden Industrialisierung und zur Entlastung des Pieschener Hafens angelegt. Der Hafen hat ein 380 Meter langes und 70 Meter breites Hafenbecken. Der Neustädter Elbhafen war der erste Hafen in Sachsen mit Anschluss an das Eisenbahnnetz. Eine Erweiterung des Hafenbeckens wurde 1888 und 1889 vollzogen, um diesen zugleich als Winterhafen für die Passagierdampfer der Sächsischen Dampfschiffahrt nutzen zu können. In der Nachkriegszeit erlebte die Hafenanlage ihre letzte Blütezeit als Umschlagplatz. Später nutzte man ihn nur noch als Winterhafen für die Passagierdampfer. Seit 1993 steht der Hafen unter Denkmalschutz und soll in Zukunft Teil einer Elbuferpromenade werden. Die Einrichtung eines Jachthafens ist ebenso geplant. Außerdem befindet sich hier das „Beherbergungsschiff D. Pöppelmann“ auf dem früheren Passagierschiff „Pöppelmann“, welches zwar schwimmfähig, aber nicht mehr für den Schiffsverkehr geeignet ist.
Seit Dezember 2008 steht am Hafenbecken die überlebensgroße Bronzeplastik „Lastenträger“ von Constantin Meunier, die ursprünglich hinter den Hotels in der Prager Straße stand. Ähnliche Figuren Meuniers stehen in Frankfurt am Main an der Friedensbrücke (Der Hafenarbeiter) und in Antwerpen (Dokwerker).
2010 wurde ein Masterplan Leipziger Vorstadt – Neustädter Hafen zur Neugestaltung des Areals vorgestellt.

## Gewerbe
Im Quartier Fritz-Reuter-Straße, Hechtstraße und Rudolf-Leonhard-Straße gibt es ein Einkaufsviertel mit kleineren Läden, Hotels und Kneipen.
An der Großenhainer Straße befindet sich der Firmensitz von Jehmlich Orgelbau.